# Condado de Lyon (Nevada)
O Condado de Lyon (em inglês:  Lyon County) é um dos 16 condados do estado americano de Nevada. A sede do condado é Yerington e a localidade mais populosa é Fernley. Foi fundado em 1861.

## Geografia
De acordo com o United States Census Bureau, o condado possui uma área de 5 243 km², dos quais 5 183 km² estão cobertos por terra e 60 km² por água.

## Demografia
Segundo o censo nacional de 2010, o condado possui uma população de 51 980 habitantes, e uma densidade populacional de 10 hab/km². É o quarto condado mais populoso de Nevada. Possui 22 547 residências, que resulta em uma densidade de 4 residências/km².